# Mieczysław Czechowicz

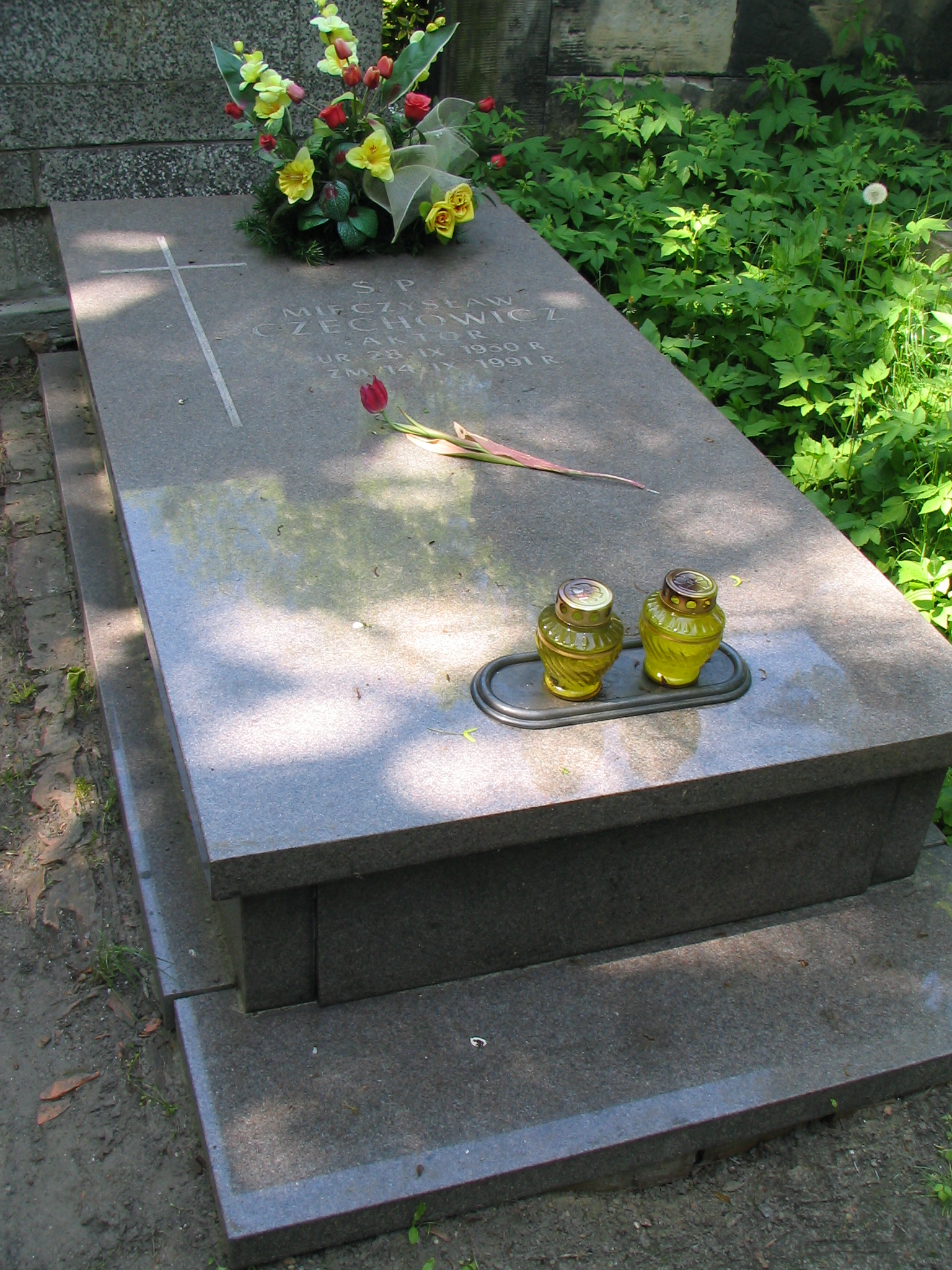
Grób Mieczysława Czechowicza na cmentarzu Powązkowskim w Warszawie,
14 maja 2008

Mieczysław Czechowicz (ur. 28 września 1930 w Lublinie, zm. 14 września 1991 w Warszawie) – polski aktor charakterystyczny i artysta kabaretowy, współzałożyciel i wykonawca kabaretu Koń (1958), Szpak, Wagabunda, Dudek i U Lopka, postaci i piosenek w telewizyjnym Kabarecie Starszych Panów, ról dla najmłodszej widowni, jak Kubuś Puchatek czy Misiowi Uszatkowi. W jego dorobku jest wiele ról filmowych i telewizyjnych, w tym Nie lubię poniedziałku (1971), Poszukiwany, poszukiwana (1972) czy Janosik (1974).
W 1962, 1963 i 1964 zdobył nagrodę Srebrną Maskę w plebiscycie „Expressu Wieczornego” na najpopularniejszego aktora telewizyjnego.

## Wczesne lata
Urodził się w Lublinie, rodzinnym mieście jego matki. Jego ojciec był oficerem Wojska Polskiego i stacjonował w Równem, do którego wkrótce powróciła matka wraz z dzieckiem. W Równem rodzina Mieczysława Czechowicza mieszkała do 1940 roku. W czasie II wojny światowej ojciec Mieczysława Czechowicza trafił do niewoli, przebywał w oflagu, a po wypuszczeniu na wolność najpierw osiadł z rodziną w Lublinie, a następnie przeprowadził się do wsi Kusze koło Biłgoraja, w której prowadził młyn. Po śmierci ojca (1943) matka wraz z synem powrócili do Lublina (1944).
26 kwietnia 1945 roku został aresztowany przez funkcjonariuszy Urzędu Bezpieczeństwa z powodu pełnienia w harcerstwie służby łącznika w Armii Krajowej. Więziony był w siedzibie Urzędu, a następnie na Zamku w Lublinie, gdzie bito go i szykanowano. 
Sąd Wojskowy Okręgu Lubelskiego oskarżył go o działalność antypaństwową i 16 czerwca 1945 roku skazał na karę 3 lat pozbawienia wolności z warunkowym zawieszeniem wykonania kary na okres próby 5 lat. W sierpniu 1945 roku został uwolniony na mocy rządowej amnestii.

## Kariera
Aktorstwa zaczął się uczyć w lubelskim Studium Dramatycznym, jednocześnie asystował w Teatrze Muzycznym (1949–1950), gdzie jako chórzysta wystąpił w kilku operetkach. W latach 1950–1951 był związany z Teatrem Dramatycznym w Szczecinie. W 1954 ukończył Państwową Wyższą Szkołę Teatralną w Warszawie wraz z Wiesławem Michnikowskim i Wojciechem Siemionem. W styczniu 1954 debiutował na scenie Teatru Nowej Warszawy w rolach Gralona i Kirkora w Balladynie Juliusza Słowackiego w reż. Aleksandra Bardiniego. Krytyka pisała o nim: „Ma warunki fizyczne znakomite i bardzo rzadkie wśród młodzieży aktorskiej. Jest duży, bardzo ludowy, ma twarz i ciało do grania. Ma gest, rodzaj humoru, osobowość aktorską bardzo współczesną i bardzo autentyczną”. Chociaż początkowo grał role dramatyczne, z czasem stał się przede wszystkim aktorem komediowym. Przez całe życie zawodowe związany był z warszawskimi scenami: teatru Narodowego (1954–1957), Teatru Współczesnego (1957–1986) za czasów Erwina Axera i Kwadrat (1986–1991).
Na dużym ekranie zadebiutował w 1953 w filmie Piątka z ulicy Barskiej w reż. Aleksandra Forda. Grał role bandytów w realizacjach dla młodzieży: Tysiąc talarów (1959) Stanisława Woha, Szatan z siódmej klasy (1960) Marii Kaniewskiej jako Werycho i Niewiarygodne przygody Marka Piegusa (1966) Mieczysława Waśkowskiego jako Teofil Bosmann, członek bandy Flasza. W 1958 był współzałożycielem Kabaretu Koń razem z Wiesławem Gołasem, Jerzym Dobrowolskim i Zdzisławem Leśniakiem. Ujawnił swój ogromny talent komediowy także w kabaretach: Szpak, Wagabunda, Dudek i U Lopka. Rozgłos przyniosły mu niezapomniane kreacje i piosenki w telewizyjnym Kabarecie Starszych Panów jako jeden z Tanich Drani (z Wiesławem Michnikowskim) czy oficer huzarów uwodzący hrabinę Tyłbaczewską (Irena Kwiatkowska), a także role drugoplanowe i epizodyczne w filmach Stanisława Barei – Mąż swojej żony (1960) w roli lekkoatletycznego trenera Mamczyka, Żona dla Australijczyka (1963), Poszukiwany, poszukiwana (1972), Nie ma róży bez ognia (1974) i Zmiennicy (1987–1988). W komedii Paryż – Warszawa bez wizy (1967) w reż. Hieronima Przybyła z Krystyną Sienkiewicz zagrał postać podporucznika Karola Lenciaka. Brał udział także w nagraniach bajek, w tym Śpiąca królewna, Brzydkie kaczątko i Jaś i Małgosia, radiowych słuchowisk dla dzieci, m.in. z cyklu Plastusiowy pamiętnik (1981), gdzie występował też jako miś, a Irena Kwiatkowska jako Plastuś. Użyczył swojego głosu w dobranocce Proszę słonia (1968) i hipopotamowi Guciowi w serii Gucio i Cezar (1976–1977). Był wykonawcą piosenki „Kowboj Zuzia” (1971). Od 1975 do 1987 użyczył głosu telewizyjnemu Misiowi Uszatkowi w serialu animowanym Miś Uszatek. W 1976 wystąpił na Festiwalu Piosenki Radzieckiej w Zielonej Górze.
W tygodniku „Film” w 1963 pisano o Mieczysławie Czechowiczu: „Wśród niemałego przecież grona polskich aktorów komediowych reprezentuje on indywidualność odmienną. Charakterystyczna sylwetka, olbrzymi ładunek nieodpartego humoru zjednały mu uznanie i dużą popularność. Postacie, które odtwarza – to ludzie zwykle sympatyczni o gołębim sercu – nawet przy pozorach zewnętrznej brutalności”.
Jego długoletnią partnerką życiową była suflerka Teatru Narodowego Eugenia Śliwińska (1922–1995).
Pod koniec życia ciężko chorował na serce i miał poddać się operacji. Zmarł 14 września 1991 w swoim domu w warszawskim Miedzeszynie. Pochowany został na cmentarzu Powązkowskim w Warszawie (kwatera 170-1-28).

## Filmy kinowe
- 1953: Piątka z ulicy Barskiej jako murarz[10][2].
- 1958: Ósmy dzień tygodnia
- 1960: Ostrożnie Yeti jako milicjant
- 1960: Szatan z siódmej klasy jako bandyta Werycho
- 1960: Mąż swojej żony jako Mamczyk
- 1962: Rodzina Milcarków jako Hyzik
- 1963: Żona dla Australijczyka jako kapitan Klement
- 1963: Zacne grzechy jako sługa Wojtek
- 1963: Smarkula jako taksówkarz Wacek
- 1964: Barwy walki jako Waluś partyzant Armii Ludowej
- 1965: Święta wojna jako Antoni Kotyrba
- 1965: Ping pong jako Władek
- 1965: Lekarstwo na miłość jako „Chudy”
- 1968: Hasło Korn jako kapitan Zawadzki
- 1969: W każdą pogodę jako kucharz „Papa” Paparagazzi
- 1971: Kłopotliwy gość jako tajniak „poważny”
- 1971: Nie lubię poniedziałku jako złodziej
- 1972: Wesele jako Ksiądz
- 1972: Poszukiwany, poszukiwana jako pan „profesor” / bimbrownik
- 1974: Nie ma róży bez ognia jako ojciec Lusi
- 1974: Janosik jako hrabia Horvath
- 1977: Królowa pszczół jako pan Wacio
- 1978: Proszę słonia (głos)
- 1979: Blaszany bębenek jako Kobiela
- 1981: Ślepy bokser jako Inżynier Maksymilian Kustro, przyjaciel Gołyżniaka[1]
- 1985: Podróże pana Kleksa jako król Apolinary Baj (głos)
- 1989: Rififi po sześćdziesiątce jako Adam Dyląg[11]

## Filmy TV
- 1981: Ślepy bokser jako inż. Maksymilian Kustro[2]
- 1989: Rififi po sześćdziesiątce jako Adam Dyląg[2]

## Seriale TV
- 1960: Polityczna szopka noworoczna (głos)[12][2].
- 1965: Wojna domowa jako sąsiad Kamińskich
- 1966: Wojna domowa jako sąsiad (odc. 9)
- 1966: Niewiarygodne przygody Marka Piegusa jako Teofil Bosmann
- 1968: Proszę słonia (głos)
- 1969: Czterej pancerni i pies jako Konstanty Szawełło
- 1970: Kochajmy straszydła jako Belzebub (głos)
- 1972: Chłopi jako Szymek (odc. 1)
- 1973: Janosik jako hrabia Horvath
- 1975–1987: Miś Uszatek jako narrator (głos)
- 1976–1977: Gucio i Cezar jako Hipopotam Gucio (głos)
- 1977: Lalka jako radca Węgrowicz (odc. 1, 7, 9)
- 1980–1981: Fortele Jonatana Koota jako drwal (głos)
- 1980: Kariera Nikodema Dyzmy jako dyrektor Olszewski (odc. 3)
- 1986: Zmiennicy jako Mastalerz

## Polski dubbing
- 1964: Teresa Desqueyroux jako Bernard Desqueyroux
- 1965: Zbrodnia doskonała jako prokurator Magnin
- 1966: Tomcio Paluch jako Antoni
- 1966: Nieśmiały w akcji jako imitator
- 1968: Kochałem Cię jako tata
- 1971: Zabójstwo inżyniera Czarta jako inżynier Czart
- 1971: Zielone smugi jako major
- 1970: Krwawym tropem jako major Kalas
- 1984: Złote ziarenko

## Słuchowiska
- 1964: Śpiąca królewna jako kucharz
- 1966: Jaś i Małgosia jako wilk
- 1969: Ali Baba i czterdziestu rozbójników
- 1973: O krasnoludkach i sierotce Marysi jako Podziomek
- 1975: Alicja w Krainie Czarów jako Zwariowany Kapelusznik
- 1978: Lato Muminków jako Muminek
- 1979: Kordian jako Lud warszawski; spiskowcy
- 1984: Wielki czarodziej Oz

## Odznaczenia
- 1967: Odznaka 1000-lecia Państwa Polskiego[2]
- 1977: Złoty Krzyż Zasługi[2]
- 1987: Krzyż Kawalerski Orderu Odrodzenia Polski[2]